# Sisnando Menéndez

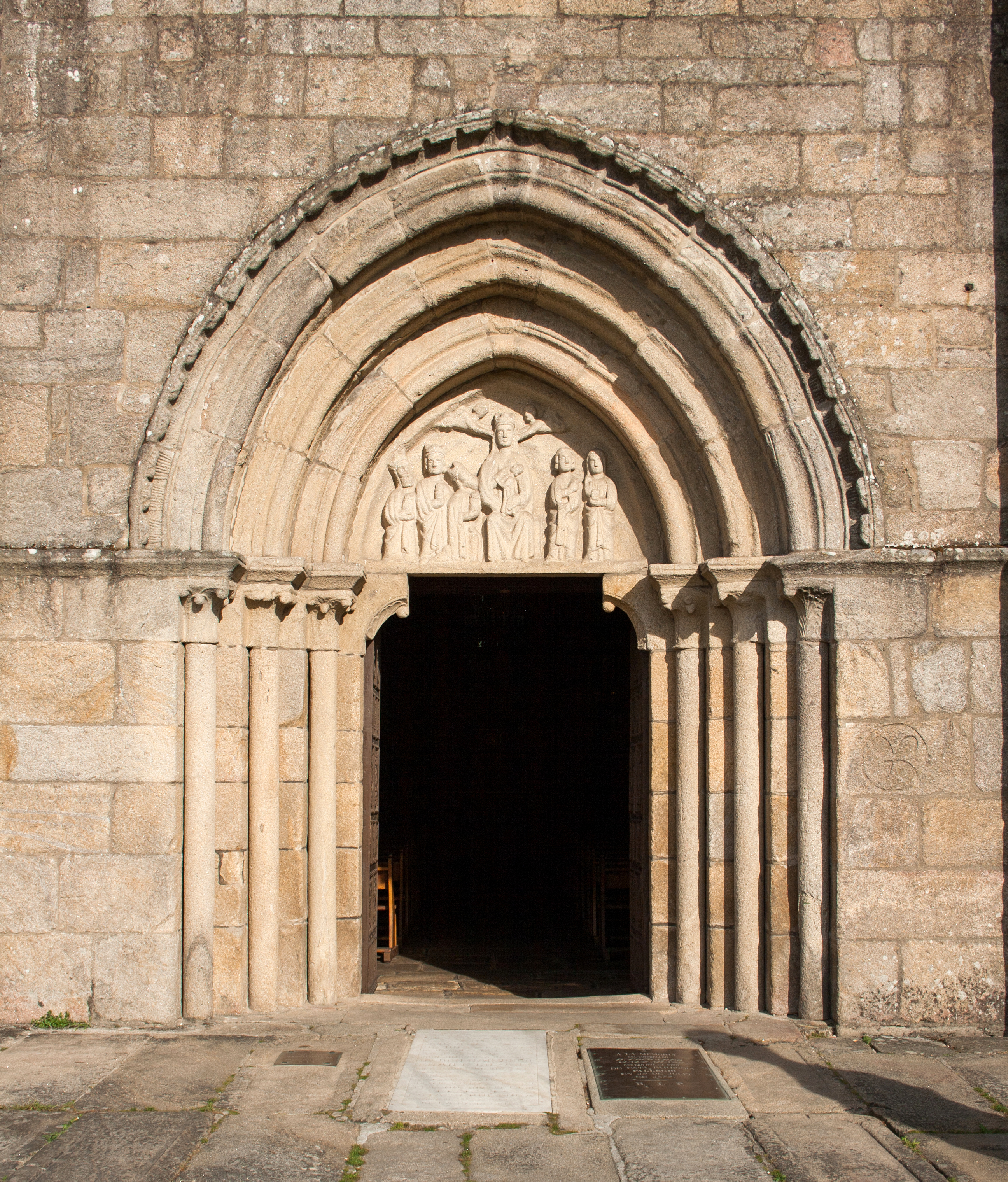
Pórtico de la Iglesia de Santa María la Mayor en Iria Flavia, antigua Sede Episcopal

Sisnando Menéndez (m. 29 de marzo de 968), más conocido como Sisnando II de Iria, noble y obispo gallego de la Edad Media, hijo de Hermenegildo Alóitez, conde de Présaras, y de su esposa Paterna Gundesíndez (fundadores del Monasterio de Santa María de Sobrado).
Se hizo cargo de los enclaves militares para la defensa de la costa gallega contra los ataques de piratas vikingos y sarracenos. Sobre el año 960 levantó un castillo sobre el castro de Cedofeita, restauró las torres de La Lanzada (El Grove) y San Sadurnino en Cambados, que, junto con otros puntos como el mirador de Lobeira, el Facho de Donón (Cangas) y el campanario de san Cibrán de Calogo (Villanueva de Arosa) componían un sistema de vigilancia y defensa costera contra ataques tanto por mar como por el interior.
El obispo Sisnando consiguió del rey Sancho I de León el Craso permiso para amurallar la ciudad de Compostela, a la que dotó de nuevos torreones y fosos reforzando la catedral, pero finalmente Sisnando se rebeló contra el rey y fue encarcelado. En su lugar fue nombrado san Rosendo como obispo de Iria-Flavia, pero a la muerte de Sancho I huyó de la cárcel y expulsó a san Rosendo por la fuerza de Compostela, que le profetizó «Tú, Sisnando, que con mortífera espada me amenazas, con mortífera espada serás traspasado.» cuando el depuesto Rosendo fue violentado en su aposento la noche de Navidad del año 966.
En el año 968 entran en Galicia los vikingos de Gunderedo y aprovechando el desorden avanzan por estos territorios sin apenas resistencia; Ramiro III había sucedido a Sancho I en el trono de León con tan solo cinco años y parte de la nobleza gallega, enemiga de Ramiro III no apoyó a las mujeres regentes (su madre Teresa y su tía Elvira) que no pudieron organizar un ejército para hacer frente a los escandinavos. Los campesinos huyeron de los campos y los vikingos cometieron todo tipo de desmanes, el ejército de Gunderedo arrasó las iglesias de Boente, Santa Olalla de Curtis y sus monjes fueron hechos prisioneros.
En marzo de 968 Gunderedo llega a las puertas de Compostela, donde acampa a la espera de poder entrar con promesas que luego no cumplían o para buscar el mejor modo de entrar a saquear, pero Sisnando II se había encargado de su fortificación y organizó un ejército que el 29 de marzo del año 968 se enfrentó a los vikingos en la batalla de Fornelos, parroquia de Rarís. En tierras de Teo, el obispo Sisnando se puso al frente de sus tropas de caballería en Fornelos, pero su temeridad lo llevó al medio del campo de batalla sin mayor defensa que su valor y murió de un flechazo enemigo, quedando derrotadas sus tropas y los vikingos entraron en Compostela.